# Herbert-Pohl-Weg

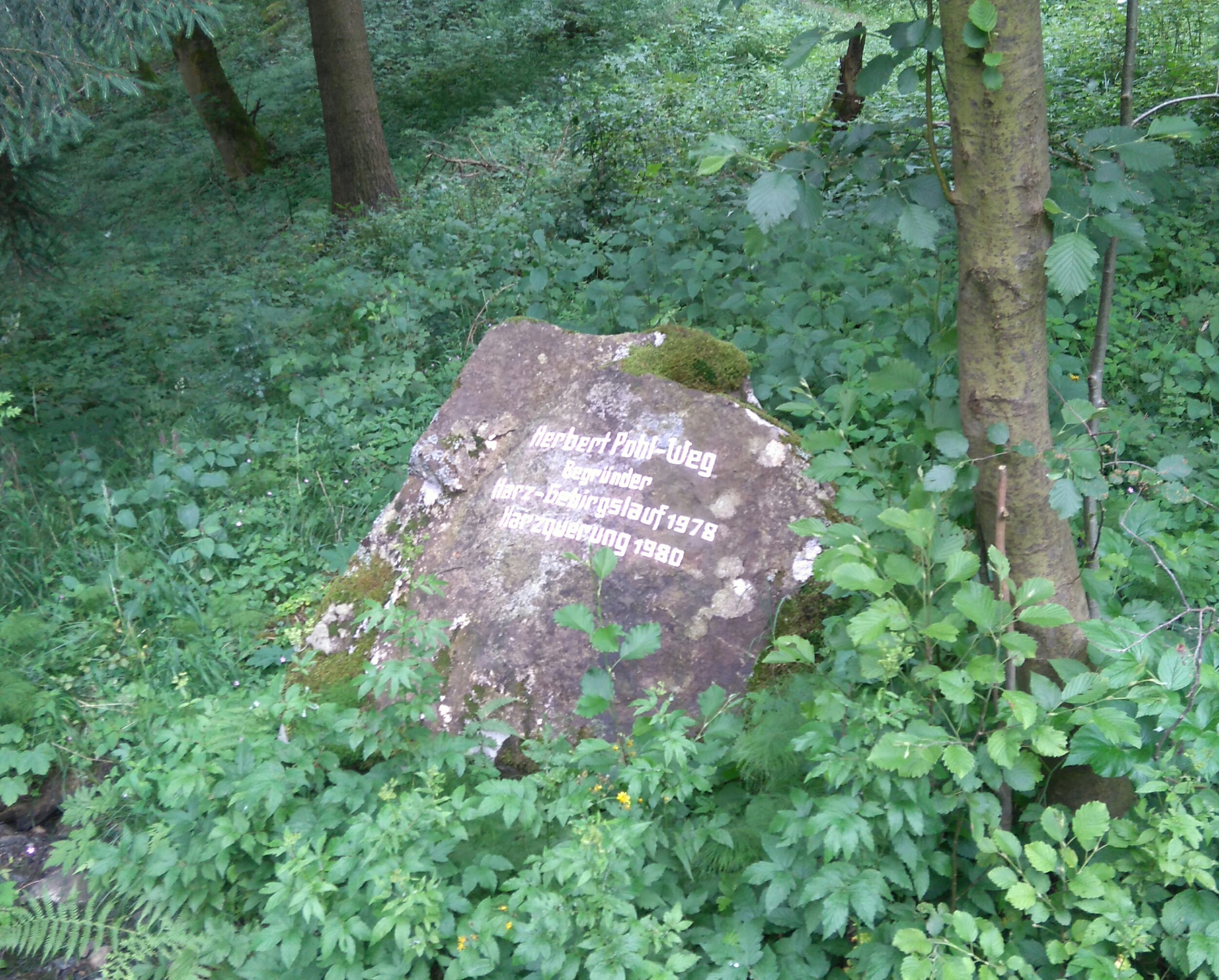
Gedenkstein am Herbert-Pohl-Weg zwischen Wernigerode und Elbingerode

Der Herbert-Pohl-Weg ist ein Wanderweg südöstlich des zur Stadt Wernigerode gehörenden Ortsteils Hasserode im Harz in Sachsen-Anhalt.

## Geographische Lage
Er ist etwa fünf Kilometer lang und verbindet Wernigerode mit der Zillierbachtalsperre und dem zur Stadt Oberharz am Brocken gehörenden Ortsteil Elbingerode. Seinen Anfang nimmt er im Kalten Tal unterhalb des Armeleuteberges. Von hier führt er teilweise nur als Steig abseits der Waldstraßen auf kürzestem Wege zur Staumauer der Zillierbachtalsperre. Auf der gegenüberliegenden Talseite liegt der Peterstein, der in das System der Stempelstellen der Harzer Wandernadel einbezogen ist.
Der Herbert-Pohl-Weg ist ein Teilstück der Harz-Querung.

## Geschichte
Der Name des Weges erinnert an Herbert Pohl aus Wernigerode, der 1910 geboren wurde und 1993 im Alter von 83 Jahren starb. Er setzte sich für den Breitensport im Kreis Wernigerode ein und rief im Jahre 1978 den Harz-Gebirgslauf in der Deutschen Demokratischen Republik ins Leben. Ferner war er Begründer der Harzquerung, die im Jahre 1980 erstmals durchgeführt worden ist und im Jahre 2018 zum 39. Mal gestartet wurde. Unmittelbar nach der Wende in der DDR zählte er zu den Mitgründern der Sektion Wernigerode des Deutschen Alpenvereins, deren erster Vorsitzender er bis zu seinem Tod war. Außerdem stand er auch der Wiedergründung des Zweigvereins Wernigerode des Harzclubs aufgeschlossen gegenüber.
Zwei Jahre nach seinem Tod wurde durch den Stadtrat von Wernigerode einer der von ihm wiederentdeckten idyllischen Harzwege nach ihm benannt und vom Harzclub entsprechend ausgeschildert. Ferner wurde anlässlich des 30. Harz-Gebirgslaufes im Jahre 2007 ein Harzfindling am Rand des Weges im Runden Bruch zu einem Gedenkstein für Herbert Pohl umgestaltet und mit einer Inschrift versehen.